# 紐約聯邦儲備銀行
紐約聯邦準備銀行（英語：Federal Reserve Bank of New York），簡稱紐約聯準銀行（New York Fed），是美國12個聯邦準備銀行之一，管轄聯邦準備制度的第2聯邦準備區，办公地点位於紐約州紐約市的自由街33號。

## 概要

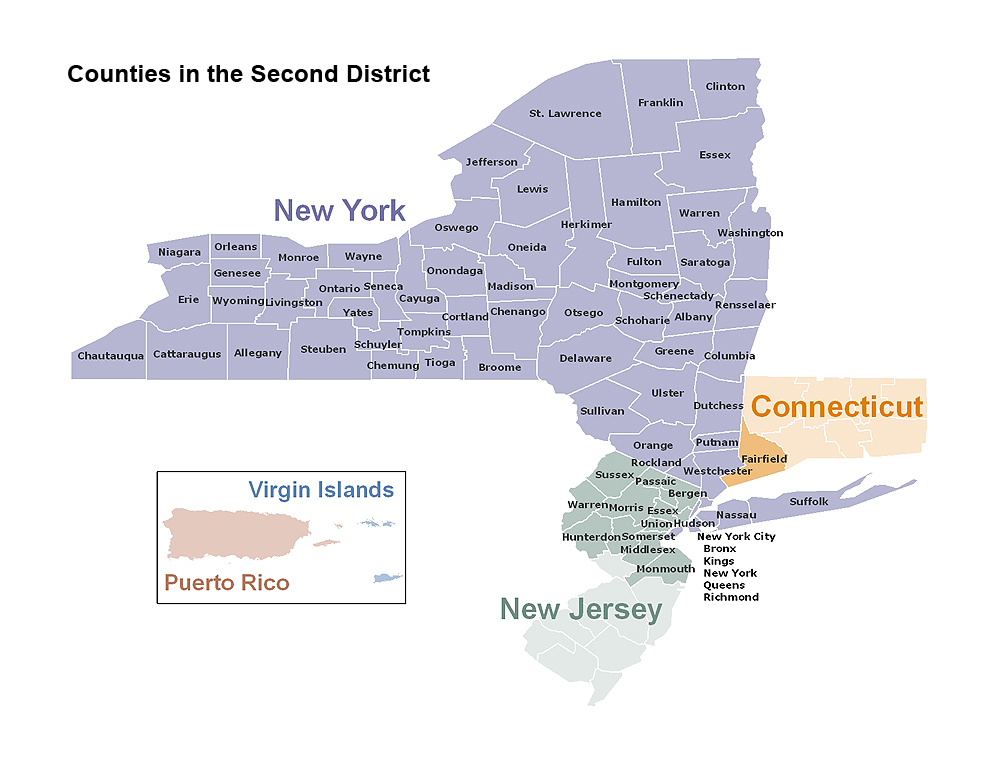
第2聯邦準備區地圖

紐約聯準銀行管轄的第2聯邦準備區包含紐約州、新澤西州北方12县、康乃狄克州費爾菲爾德郡、波多黎各以及美屬維爾京群島。
紐約聯準銀行是唯一在聯邦公開市場委員會（FOMC）中擁有永久席位的地區性聯邦準備銀行，其總裁通常被選為該委員會的副主席。自聯邦準備制度成立以來，紐約聯準銀行一直是美國貨幣政策的執行地，儘管貨幣政策是由華盛頓特區的聯邦公開市場委員會所決定。該行負責公開市場操作、監督與管理金融機構，並協助維持國家償付系統運作。
紐約聯準銀行定期進行《消費者預期調查》（Survey of Consumer Expectations, SCE），觀察美國家庭對通膨、房價、薪資、勞動市場等經濟變數之預期變化。該調查每月發布，為聯準會評估市場心理與制定政策的重要參考資料之一。

## 建築

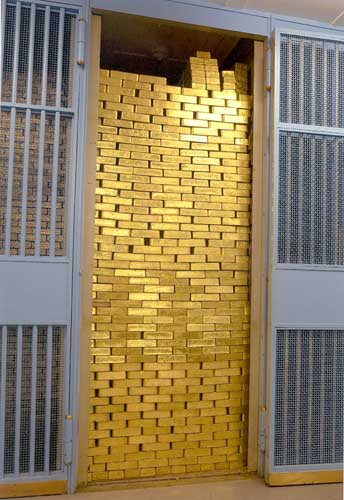
紐約聯準銀行的金庫

紐約聯邦準備銀行大樓地底有一座全球最大金庫，深度達15公尺，約有半個足球場大，兼具防震、防火、防水等功能，用于寄存各国中央银行的部分黄金储备。截至2018年5月，金庫存有約50萬根金條，總重6,200噸，現值 2,400 億至 2,600 億美元，占全球近四分之一黃金供給。其寄存不需要服务费，只有金条进出金库或所有权变更而移动存放地时需要收取少量手续费。